# Șotânga
Șotânga è un comune della Romania di 7 156 abitanti, ubicato nel distretto di Dâmbovița, nella regione storica della Muntenia.
Il comune è formato dall'unione di due villaggi: Șotânga e Teiș.